# 中川村 (兵庫県)
中川村（なかがわむら）は、兵庫県朝来郡にあった村。現在の朝来市のうち冠称なしの区域の東半、播但線・青倉駅の周辺にあたる。

## 地理
- 山岳：青倉山、朝来山
- 河川：円山川、多々良木川、伊由谷川

## 歴史
- 1889年（明治22年）4月1日 - 町村制の施行により、物部村・桑市村・立脇村・多々良木村・伊由市場村・石田村・沢村・山内村・納座村・川上村および八代村の一部（奥八代）の区域をもって発足。
- 1954年（昭和29年）3月31日 - 山口村と合併して朝来町が発足。同日中川村廃止。

## 交通

### 鉄道路線
- 日本国有鉄道
  - 播但線
    - 青倉駅

### 道路
現在は旧村域を播但連絡道路が通過するが、当時は未開通。